# Guillaume Philibert Duhesme

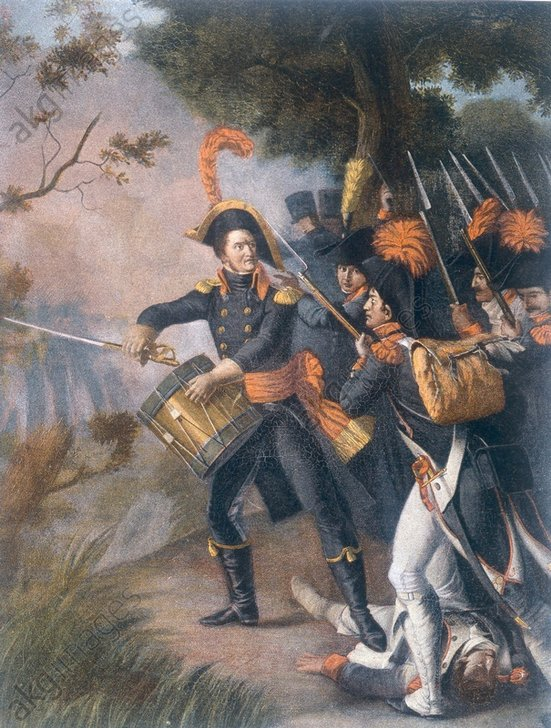
Guillaume Philibert Duhesme

Graf Guillaume Philibert Duhesme (* 7. Juli 1766 in Burgund; † 20. Juni 1815 in Genappe, bei Waterloo) war ein französischer Général de division und Pair von Frankreich. Er war Kommandant der Imperialen Garde von Napoléon und Gouverneur von Katalonien. 1814 wurde er zum comte de l’Empire in der Noblesse impériale erhoben.

## Leben

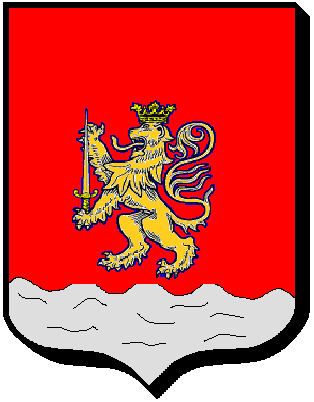
Stammwappen der Familie Duhesme: Ein goldener Löwe, der mit seiner rechten Pranke ein silbernes Schwert hält und von einem gleichfarbigen Fluss gestützt wird.

Duhesme studierte Jura. Er wurde 1792 von Charles-François Dumouriez zum Colonel eines Freikorps ernannt, das er aus eigenen Mitteln gebildet hatte. 1793 behauptete er als Kommandant von Roermond den für die Verbindung mit Holland wichtigen Posten von Herstal. Am 18. März 1793 verbrannte er nach der Niederlage bei Neerwinden die Brücke über die Loo, ging dann über die Schelde und brachte in dem Gefecht von Villeneuve (6. Juli) die vor den Österreichern fliehenden Infanteriekolonnen zum Stehen, wofür er zum Général de brigade befördert wurde.
Auch zum Sieg bei Fleurus am 26. Juli 1794 trug er viel bei und belagerte unter Jean-Baptiste Kléber Maastricht, woraufhin er zum Général de division befördert wurde. Er kämpfte 1795 beim Aufstand der Vendée, dann am Rhein, wo er am 20. April 1797 den Rheinübergang bei Diersheim unterhalb Kehl erzwang. 1798 mit einem Kommando in Italien unter Jean-Étienne Championnet betraut, wirkte er im Januar 1799 bei der Einnahme von Neapel mit und beruhigte Kalabrien und Apulien.
Er erhielt dann ein Kommando in den Alpen und im Frühjahr 1800 in der französisch-batavischen Armee unter Charles Pierre François Augereau. Zum Ritter der Ehrenlegion erhoben, führte er 1805 die 4. Division der italienischen Armee und nahm wieder an der Eroberung von Neapel teil.
Im Februar 1808 erhielt er das Kommando über das Armee-Korps der Ost-Pyrenäen (Corps d’Armée des Pyrénées Orientales) in Spanien und zeichnete sich durch die Eroberung und Verteidigung Barcelonas aus. Er diente von 1808 bis 1810 als Gouverneur von Katalonien. Auf die Anschuldigungen Augereaus, mancherlei Ausschweifungen seiner Truppen geduldet zu haben, blieb er von 1810 bis 1814 ohne Anstellung. Als sich diese als falsch erwiesen, erhielt er eine Division unter dem Marschall Claude-Victor Perrin gen. Victor und kämpfte mit bei La Rothière, Montereau und Arcis-sur-Aube. 1814 befehligte er eine Division im Armeekorps des Herzogs von Bellune, und ein Dekret Napoleons verlieh ihm den Titel eines Grafen.
Nach der Abdankung Napoleons ernannte ihn König Ludwig XVIII. zum Generalinspekteur der Infanterie und anschließend zum Ritter von Saint-Louis.
Nach Napoleons Rückkehr von Elba ernannte dieser Duhesme zum Pair und übertrug ihm das Kommando über die Imperiale Garde. Er kämpfte am 18. Juni 1815 in der Schlacht bei Waterloo heldenhaft an der Spitze dieser Elitetruppe und wurde dabei schwer verwundet. Gegen 2 Uhr morgens am 20. Juni 1815 erlag er im Gasthaus „Au Roi d’Espagne“ in Genappe seinen Wunden.

## In der Literatur
In Victor Hugos Roman Les Misérables wird der Tod von Duhesme beschrieben: „Der General der Jungen Garde, Duhesme, der von den Verfolgern an das Thor der Herberge zu Genappe gedrängt wurde, übergab seinen Degen einem schwarzen Husaren. Dieser nahm den Degen an und tötete seinen Gefangenen. Die Feinde krönten ihren Sieg mit der Ermordung der Besiegten“.

## Werke
Bekannt ist Duhesmes Schrift Essai historique de l’infanterie légère (Lyon 1806; 3. Aufl., Paris 1864; deutsch, Berlin 1829). Historische Literatur des französischen Reiches

## Ehrungen
- Eintrag im Triumphbogen in Paris in der 8. Spalte.

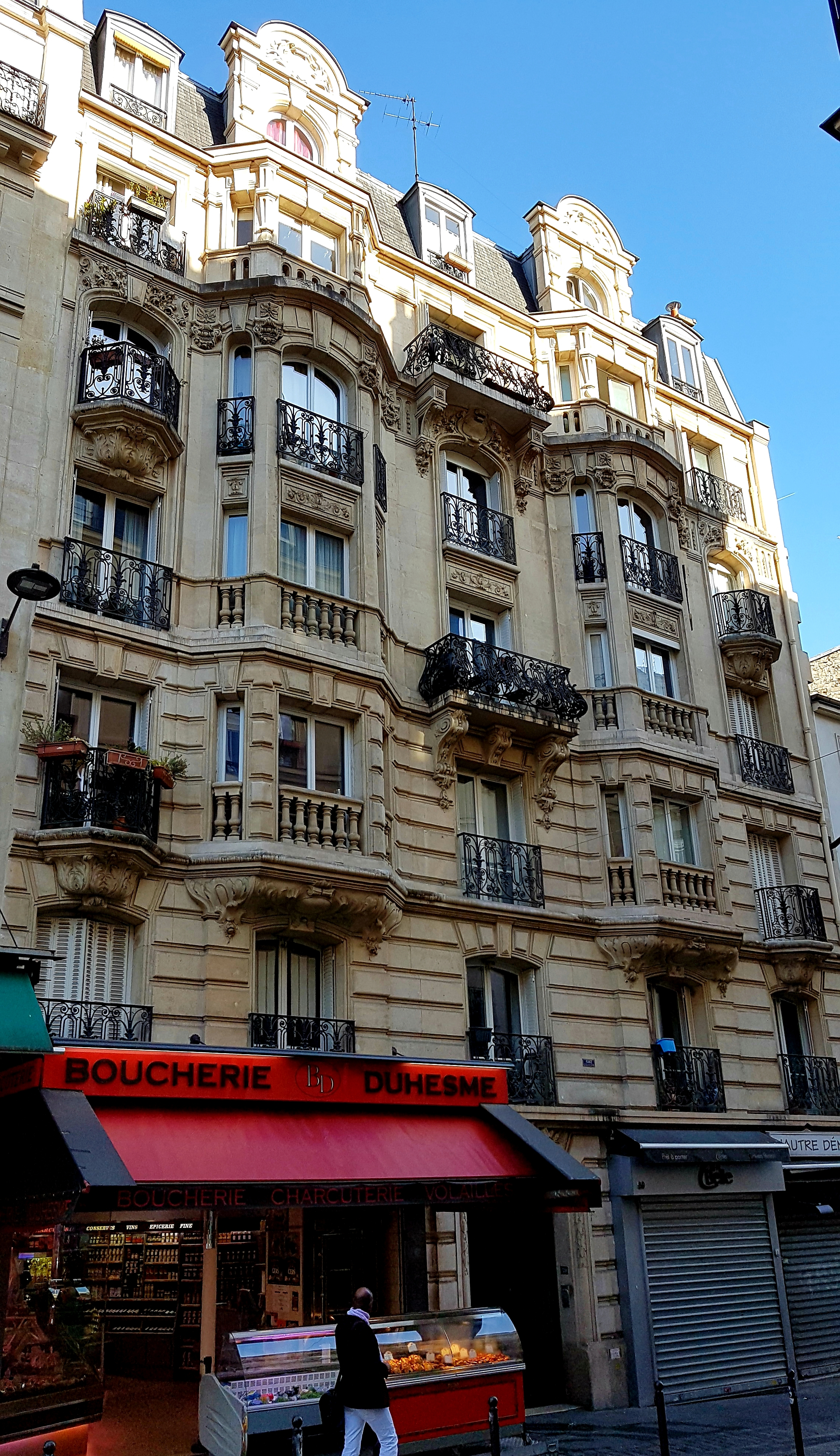
Rue Duhesme in Paris

- Großoffizier der Ehrenlegion (kaiserliches Dekret vom 14. Juni 1804)[1]
- Erblicher Adelstitel comte de l’Empire in der Noblesse impériale (kaiserliches Dekret vom 21. Februar 1814, bestätigt am 8. Dezember 1860)[2]
- Ritter des kaiserlichen und militärischen Ordens von Saint-Louis (27. Juni 1814)[3]
- Ritter des Orden der Eisernen Krone
- Pair von Frankreich (1815)
- Benennung der Straße Rue Duhesme im 18. Pariser Arrondissement
- Mausoleum Duhesme in Waterloo